# Rachid Bouaouzan
Rachid Bouaouzan (ur. 20 lutego 1984 w Rotterdamie) – holenderski piłkarz występujący na pozycji pomocnika.
W Eredivisie rozegrał 84 spotkania i zdobył 4 bramki.